# Neophyllura arctostaphyli
Neophyllura arctostaphyli är en insektsart som beskrevs av Schwarz 1904. Neophyllura arctostaphyli ingår i släktet Neophyllura och familjen rundbladloppor. Inga underarter finns listade i Catalogue of Life.